# Éditions Denoël
Pour les articles homonymes, voir Denoël.
Éditions Denoël est une maison d'édition française, fondée à Paris par Robert Denoël en 1928. Depuis 1951, cette maison est une filiale du groupe Gallimard. 

## Historique

### Les débuts

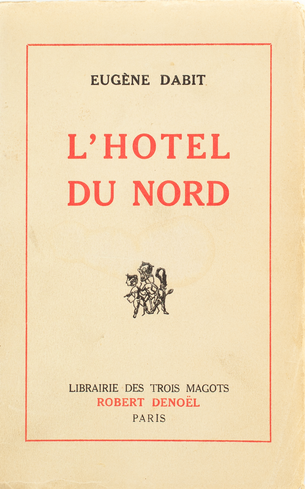
Couverture de L'Hôtel du Nord (1929), premier roman d'Eugène Dabit.

L'origine de cette maison remonte au 9 mars 1928 quand Robert Denoël fonde la nouvelle société « Aux Trois Magots, Blanche, Denoël & Cie », au 60, avenue de La Bourdonnais, et commence à publier dès juillet suivant : Denoël était jusqu'à cette date antiquaire et marchand d'art, et avait acquis la moitié des parts de la boutique appelée Aux Trois Magots dirigée par Anne Marie Blanche et Suzanne Samuel. En avril 1929, sont fondées les « éditions Robert Denoël - À l'enseigne des Trois Magots » (puis Librairie des Trois Magots). Robert Denoël fait dans l'édition d'écrivains modernes : Antonin Artaud, Roger Vitrac, Pierre Mac Orlan sont parmi ses premiers auteurs. 
Le 1er avril 1930, la société devient les « éditions Denoël et Steele », dont le siège est transféré au 19, rue Amélie, grâce au soutien de l'Américain Bernard Steele (1902-1979), qui avait permis de garder Eugène Dabit au catalogue, après que Robert Denoël a publié L'Hôtel du Nord (1929), le premier grand succès de sa maison.

### Premiers succès: à travers un catalogue déroutant

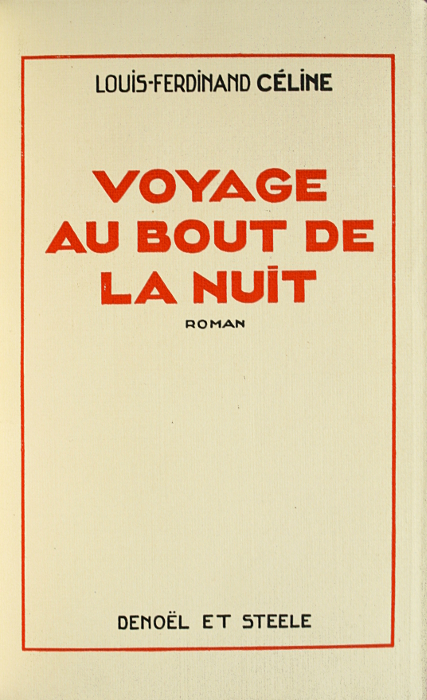
Couverture de l'édition originale du Voyage au bout de la nuit (1932) de Louis-Ferdinand Céline.

La maison d'édition connaît deux nouveaux gros succès avec la publication en 1931 de  L'Innocent de Philippe Heriat, prix Renaudot, et en 1932, de Voyage au bout de la nuit de Louis-Ferdinand Céline : recalé par le jury du prix Goncourt alors qu'il faisait partie des favoris, le roman obtient toutefois le prix Renaudot.
En 1931, elle lance trois collections prometteuses : « la Bibliothèque merveilleuse », ouverte aux récits à caractère fantastique, « la Bibliothèque psychanalytique », où publie Marie Bonaparte et qui y traduit Freud, et « les Romanciers étrangers contemporains », confiée à Georges Charensol. Pour cette seule année, on compte plus de 30 ouvrages publiés.
Le 1er avril 1932, Beatrice Hirshon, mère de Bernard Steele, entre dans le capital de la société. 
En 1933, Denoël et Steele publie Le Fascisme : doctrine, institutions de Benito Mussolini. En 1934, Denoël édite à la fois Les Cloches de Bâle de Louis Aragon, Héliogabale ou L'Anarchiste couronné d'Antonin Artaud, Pierre Albert-Birot, Léon Daudet et Robert Poulet ; dans la foulée, Denoël rachète le fonds des éditions des Cahiers libres cofondé par René Laporte où est publié André Breton.
Le 30 décembre 1936, la raison sociale devient « Éditions Denoël », Robert Denoël ayant racheté les parts de ses associés américains. Cependant la marque Denoël et Steele continue d'être exploitée jusqu'en 1939. Plus de 350 ouvrages sont parus depuis 1930.
1936 est l'année de la parution de Mort à crédit de Céline. Par la suite, Denoël édite ses virulents pamphlets, notamment Bagatelles pour un massacre (1937) et L'École des cadavres (1938), publiés sous la seule marque Denoël ; l'éditeur, en ce qui concerne le second pamphlet et afin d'éviter une interdiction pour diffamation et antisémitisme, supprima 6 pages de l'ouvrage, en vain, il fut interdit en 1939 — mais la réédition de 1942 les rétablira, ajoutant même 11 photographies. 
Dès 1934, l'activité de la maison Denoël peut être considérée comme atypique et ambiguë si l'on considère la diversité de ses publications tant sur les registres explorés que sur le plan politique. En effet, et à titre d'exemple, jusqu'en mai 1940, elle publie le magazine politique anti-allemand Notre combat et, durant la même période, les écrits antisémites de Céline et Lucien Rebatet : Les Décombres, sorti durant l'été 1942, est souvent qualifié de best-seller de l'édition française sous l'Occupation (cf. ci-dessous), les ventes ne dépassèrent néanmoins pas les 70 000 exemplaires.

### De l'Occupation à la Libération

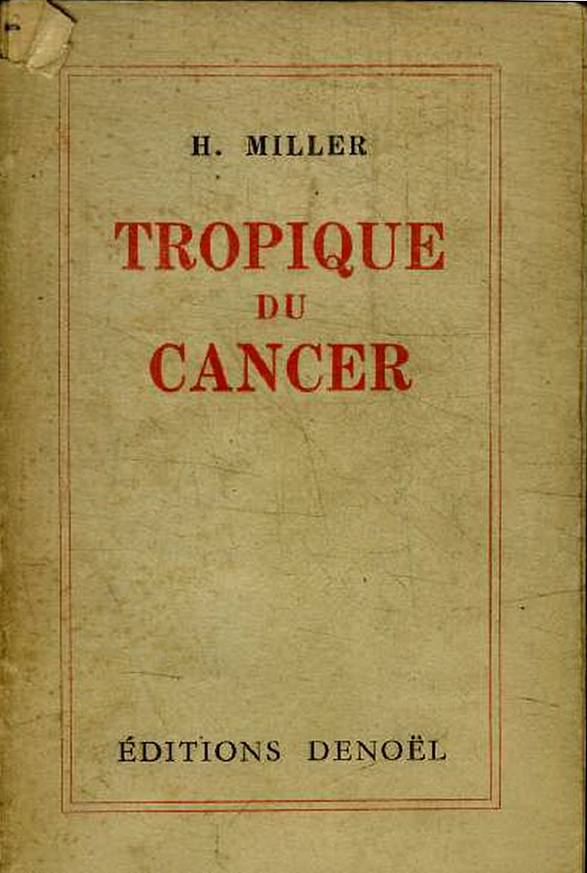
Couverture de Tropique du Cancer de Henry Miller, premier ouvrage de l'auteur traduit en français (décembre 1945).

Fin juin 1940, des scellés sont apposés au siège de la maison Denoël : levés en octobre, Robert Denoël et Auguste Picq, comptable de la société, fondent les Nouvelles Éditions françaises et deviennent les deux uniques associés de la maison Denoël. Le 22 juillet 1941, Robert Denoël, unique gérant, cède des parts de la société à l'éditeur berlinois Wilhelm Andermann (1895-?), lequel accorde en échange un prêt de deux millions de francs. En février 1943, Robert Denoël possède 51 % des parts contre 49 % pour Wilhelm Andermann. Cette même année, René Barjavel publie son roman Ravage, aux éditions Denoël, où il est chef de fabrication. À compter de mai 1944, Robert Denoël commence à céder la plupart de ses actifs dans les Nouvelles Éditions françaises et dans la Librairie Aux Trois Magots. 
La libération de Paris en août 1944 place Robert Denoël dans une situation difficile : il entre dans une quasi-clandestinité, le Comité national des écrivains a placé sa maison sur la liste des « indésirables ». Le 20 octobre 1944, Maximilien Vox est nommé administrateur provisoire. Est publié Le premier accroc coûte deux cents francs d'Elsa Triolet, qui décroche le prix Goncourt l'année suivante. Cependant que, toujours poursuivi, Robert Denoël bénéficie d'un non-lieu le 13 juillet 1945 mais sa société, elle, est toujours placée sous le coup d'une enquête et ses biens en partie sous séquestre. Il meurt assassiné à Paris le 2 décembre 1945 dans des circonstances restées mystérieuses : l'enquête de police va durer plus de cinq années. C'est également en décembre 1945 que paraît Tropique du Cancer, premier ouvrage de Henry Miller, traduit par Henri Fluchère. Le 22 octobre 1945, l'avocate, autrice et fille d'éditeur Jeanne Loviton (dite aussi Jean Voilier, 1903-1996), par ailleurs héritière et gérante des éditions Domat-Montchrestien, avait racheté les parts de Robert Denoël ; elle nomme Guy Tosi (1910-2000) directeur. La veuve de Robert Denoël, Cécile, demande au tribunal du commerce en janvier 1946 d'annuler la vente faite à Domat-Montchrestien. Après plus de trois ans de batailles juridiques, Loviton conserve la gérance et revend la maison Denoël le 16 octobre 1951, dont le capital social inscrit est de 1,5 million de francs, aux éditions ZED, filiale des éditions Gallimard. Le 15 février 1952, Bernard Huguenin et Philippe Rossignol sont nommés co-gérants.

### Filiale de Gallimard
En 1954, les éditions Denoël créent la collection Présence du futur, consacrée à la publication d'ouvrages de science-fiction, éditant des livres au format classique puis bientôt uniquement au format « poche », que Robert Kanters dirige jusqu'en 1976, direction reprise ensuite par Jacques Chambon et Élisabeth Gille jusqu'en 1986.
Venant de Julliard, Maurice Nadeau y dirige à partir de 1965 la collection « Lettres nouvelles » jusqu'en 1977. Cette même année, le siège social passe de la rue d'Amélie au 19 rue de l'Université.
Sous la direction de Gérard Bourgadier, en septembre 1982, Philippe Sollers quitte Le Seuil pour fonder chez Denoël un an plus tard, la revue L'Infini et une collection du même nom ; il quitte cette maison pour Gallimard en 1988.
Les éditions Denoël publient depuis 1990 au rythme d'une centaine de titres par an, répartis dans différentes collections couvrant notamment les domaines de la fiction française et étrangère, des documents d'enquête et de témoignage, des essais, et de la bande dessinée, prenant le contrôle de Futuropolis. En 1993, le siège passe au 9 rue du Cherche-Midi.
Elle poursuit le développement de collections liés aux imaginaires fantastiques et scientifiques. En 1989, une collection consacrée aux ouvrages de fantastique au format poche est créée : Présence du fantastique. En 1991 est créée la collection Présences, consacrée aux ouvrages relevant de la science-fiction, cette fois au format traditionnel.

Logo de la maison de 1987 à 2010.

Remplaçant Henry Marcellin, Olivier Rubinstein prend la direction de la maison en mai 1998. En 1999, les éditions Denoël créent la collection d'imaginaire (fantasy, science-fiction et fantastique) Lunes d'encre, dont la direction est confiée à Gilles Dumay. En mars 2003, Denoël se dote de la collection « Denoël Graphic », dirigée par Jean-Luc Fromental, vouée à la narration graphique et à l'exploration des frontières entre le roman et la bande dessinée. Durant l'automne 2004, est publié Suite française d'Irène Némirovsky (1903-1942), qui reçoit le prix Renaudot à titre posthume. De 2006 à 2008, Rubinstein y publie avec une société d'auteurs la revue Le Meilleur des mondes, qui entend se faire une place dans le débat intellectuel français et international. En juin 2011, celui-ci démissionne de sa fonction de directeur des éditions, pour devenir conseiller culturel et directeur de l'Institut français de Tel-Aviv. 
Lui succède, Béatrice Duval, précédemment directrice adjointe « domaine étranger » des Presses de la Cité, nommée directrice par Antoine Gallimard en septembre 2011 : le président de Gallimard exprime le souhait que « Denoël retrouve sa place dans la littérature populaire de qualité. » Un « redéploiement » de la ligne éditoriale du secteur romanesque de la maison est alors annoncé. Le siège déménage au 33 rue Saint-André-des-Arts.
En août 2019, Dorothée Cunéo devient directrice des éditions Denoël, en tandem avec Frédéric Schwamberger. La société renoue en 2021 avec les bénéfices, après plusieurs années de pertes, publiant un chiffre d'affaires de près de 3,5 millions d'euros.

## Direction
- Robert Denoël (1928-1944)
- Maximilien Vox (1944-1945)
- Jeanne Loviton (1945-1951) et Guy Tosi (directeur littéraire)
- Bernard Huguenin (1952-1955)
- Philippe Rossignol (1955-1971)
- Albert Blanchard (1971-1982)
- Gérard Bourgadier (1982-1988)
- Henry Marcellin (1988-1998)
- Olivier Rubinstein (1998-2011)
- Béatrice Duval (2011-2019)
- Dorothée Cunéo et Frédéric Schwamberger (2019- )